# Fensterbierscheibe

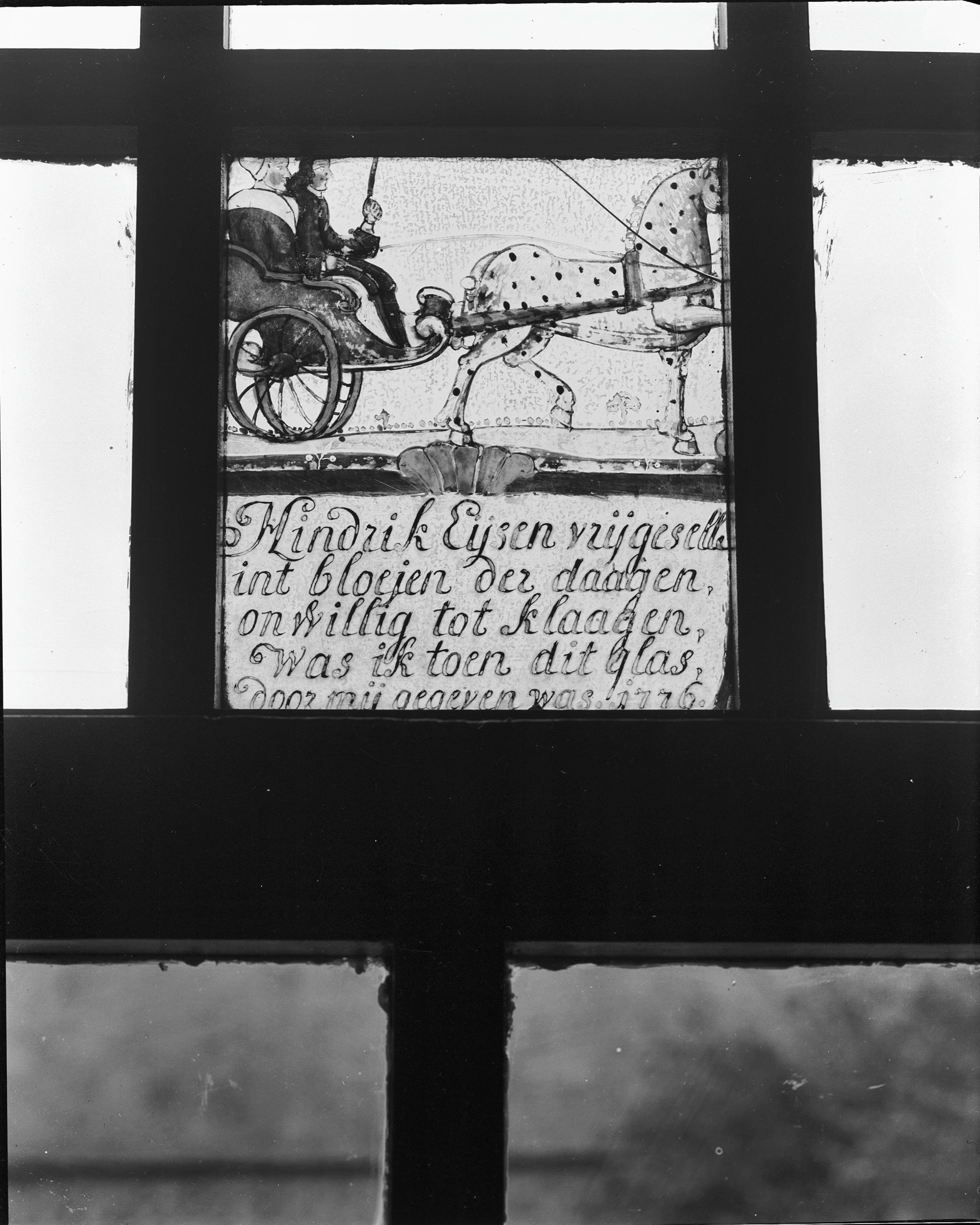
Niederländische Fensterbierscheibe von 1776

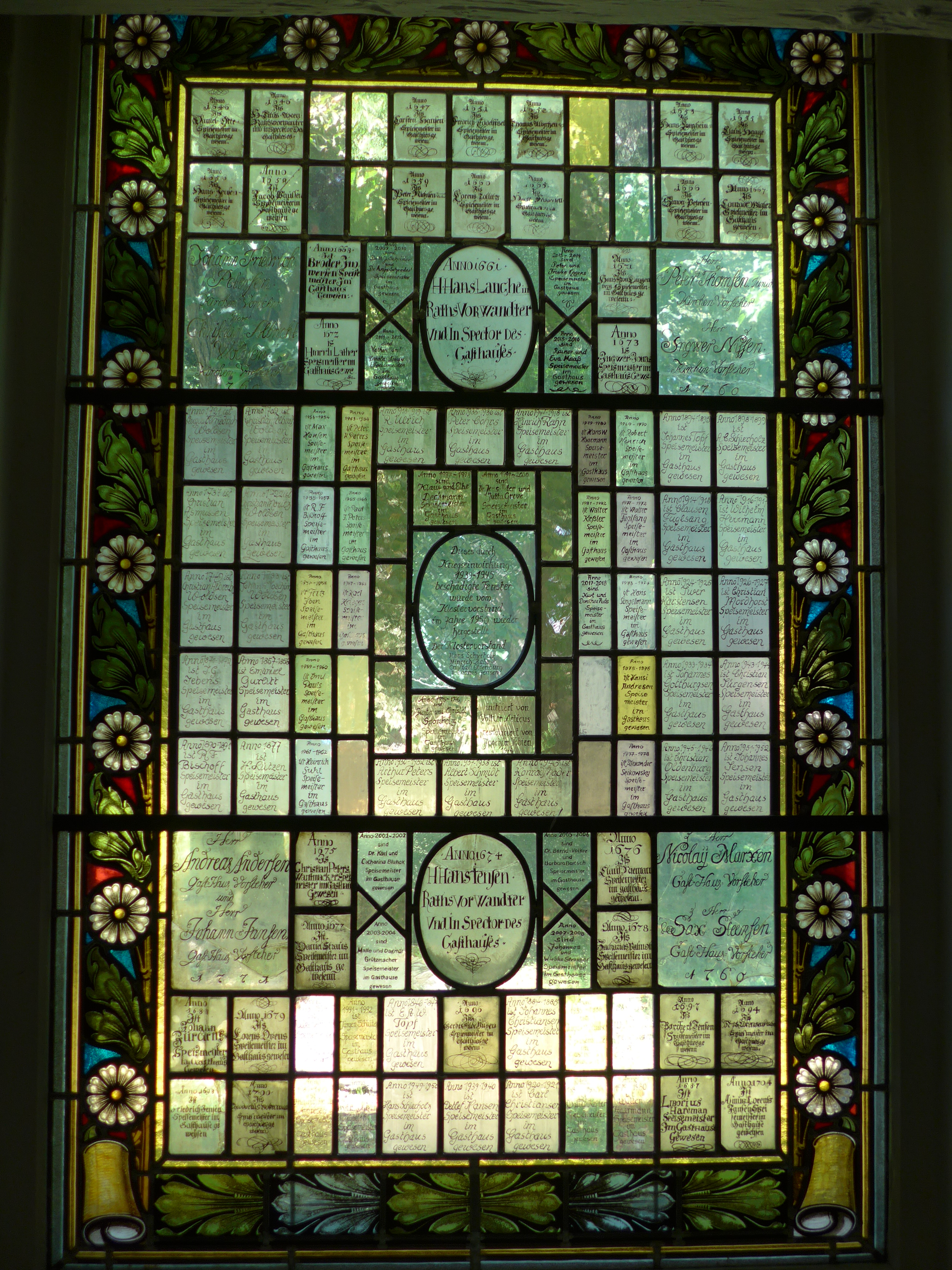
Fenster mit zahlreichen Scheibenstiftungen. Husum, Gasthaus St. Jürgen.

Als Fensterbierscheiben bezeichnet man kleinformatige, oft nur aus einem Glasstück bestehende Scheiben, die mit dem Wappen, einer Hausmarke, nur dem Namen, gelegentlich auch mit einer szenischen Darstellung bemalt sind und ursprünglich mit Bleiruten als Teil eines größeren Fensters montiert waren.
Die Bezeichnung verdankt sich einem Brauch aus Norddeutschland, dass Freunde und Nachbarn solche Glasscheiben dem Bauherrn zur Fertigstellung eines Gebäudes oder zum Einbau neuer Fenster verehrten und dafür eine ausgedehnte Bewirtung, das sogenannte Fensterbier erwarteten. Die Sitte, Wappenfenster zu verschenken, war wohl im ganzen deutschen Sprachraum verbreitet, die süddeutschen und Schweizer Scheiben haben einen ähnlichen Entstehungshintergrund.
In Bremen hatte schon um die Mitte des 16. Jahrhunderts das Verschenken von Fenstern einen Umfang angenommen, dass der Rat solche Verschwendung zu steuern für nötig hielt. Andererseits verschenkte der Rat regelmäßig Ehrengaben in Form von gläsernen Ratsherrenwappen an verdiente Bürger, meist im Zusammenhang eines Neu- oder Umbaus. Ähnlich hielten es die Älterleute des Kaufmanns. Unausgesprochene Regel war dabei, dass die Schenkungen nur an gleichgestellte oder untergeordnete Personen und Korporationen erfolgte.
Andernorts richtete sich das Luxusverbot nur gegen die überhandnehmenden Gastmähler anlässlich solcher Fensterschenkungen, wie 1665 in Hildesheim. Entsprechend dem seit mittelalterlicher Zeit hohen Stand der Glasmalereitechnik mussten sowohl die Schmelzfarben als auch die mit Schwarzlot aufgetragenen Linien und Schriften auf den Fensterbierscheiben in speziellen Öfen eingebrannt werden, um wetterfest zu sein. Neben technischem Wissen besaßen die Glaser, die mancherorts eine Zunfteinheit mit den Malern bildeten, auch weitgehende heraldische Kenntnisse.